# ナイキ・ナイキ
ナイキ・ナイキ（英: Nike Nike）はアメリカ合衆国の2段式観測ロケット。1段目と2段目にナイキを使用した。1954年から1979年にわたって16回使用された。到達高度は352kmで必要ならば更なる上段が追加された。